# Turneja četiriju skakaonica
Turneja četiriju skakaonica (neslužbeno Novogodišnja turneja) jedno je od najpoznatijih natjecanja u skijaškim skokovima. Održava se redovito od 1952.g. u Njemačkoj i Austriji. 
Natjecanje se sastoji od četiri pojedinačna natjecanja koja se boduju i za Svjetski kup. 
| Datum održavanja     | Mjesto                           | Skakaonica                 | Kritična točka | Veličina skakaonice | Rekordna daljina                 |
| -------------------- | -------------------------------- | -------------------------- | -------------- | ------------------- | -------------------------------- |
| 29. ili 30. prosinca | Oberstdorf, Njemačka             | Schattenbergschanze        | K-120          | HS 137              | 143,5 m (2003.) Sigurd Pettersen |
| 1. siječnja          | Garmisch-Partenkirchen, Njemačka | Große Olympiaschanze       | K-125          | HS 142              | 145 m (2025.) Michael Hayböck    |
| 3. ili 4. siječnja   | Innsbruck, Austrija              | Bergiselschanze            | K-120          | HS 128              | 138,0 m (2015.) Michael Hayböck  |
| 6. siječnja          | Bischofshofen, Austrija          | Paul-Ausserleitner-Schanze | K-125          | HS 142              | 145 m (2019.) Dawid Kubacki      |

## Dosadašnji pobjednici
Za popis pobjednika svake pojedine skakaonice, vidi popis pobjednika Turneje četiriju skakaonica.
| Godina    | Pobjednik                  | 2. mjesto                  | 3. mjesto                |
| --------- | -------------------------- | -------------------------- | ------------------------ |
| 2024./25. | Daniel Tschofenig          | Jan Hörl                   | Stefan Kraft             |
| 2023./24. | Rjoju Kobajaši             | Andreas Wellinger          | Stefan Kraft             |
| 2022./23. | Halvor Egner Granerud      | Dawid Kubacki              | Anže Lanišek             |
| 2021./22. | Rjoju Kobajaši             | Marius Lindvik             | Halvor Egner Granerud    |
| 2020./21. | Kamil Stoch                | Karl Geiger                | Dawid Kubacki            |
| 2019./20. | Dawid Kubacki              | Marius Lindvik             | Karl Geiger              |
| 2018./19. | Rjoju Kobajaši             | Markus Eisenbichler        | Stephan Leyhe            |
| 2017./18. | Kamil Stoch                | Andreas Wellinger          | Anders Fannemel          |
| 2016./17. | Kamil Stoch                | Piotr Żyła                 | Daniel-André Tande       |
| 2015./16. | Peter Prevc                | Severin Freund             | Michael Hayboeck         |
| 2014./15. | Stefan Kraft               | Michael Hayboeck           | Peter Prevc              |
| 2013./14. | Thomas Diethart            | Thomas Morgenstern         | Simon Ammann             |
| 2012./13. | Gregor Schlierenzauer      | Anders Jacobsen            | Tom Hilde                |
| 2011./12. | Gregor Schlierenzauer      | Thomas Morgenstern         | Andreas Kofler           |
| 2010./11. | Thomas Morgenstern         | Simon Ammann               | Tom Hilde                |
| 2009./10. | Andreas Kofler             | Janne Ahonen               | Wolfgang Loitzl          |
| 2008./09. | Wolfgang Loitzl            | Simon Ammann               | Gregor Schlierenzauer    |
| 2007./08. | Janne Ahonen               | Thomas Morgenstern         | Michael Neumayer         |
| 2007./08. | Anders Jacobsen            | Gregor Schlierenzauer      | Simon Ammann             |
| 2006./07. | Janne Ahonen & Jakub Janda | Janne Ahonen & Jakub Janda | Roar Ljøkelsøy           |
| 2004./05. | Janne Ahonen               | Martin Höllwarth           | Thomas Morgenstern       |
| 2003./04. | Sigurd Pettersen           | Martin Höllwarth           | Peter Žonta              |
| 2002./03. | Janne Ahonen               | Sven Hannawald             | Adam Małysz              |
| 2001./02. | Sven Hannawald             | Matti Hautamäki            | Martin Höllwarth         |
| 2000./01. | Adam Małysz                | Janne Ahonen               | Martin Schmitt           |
| 1999./00. | Andreas Widhölzl           | Janne Ahonen               | Martin Schmitt           |
| 1998./99. | Janne Ahonen               | Noriaki Kasai              | Hideharu Miyahira        |
| 1997./98. | Kazuyoshi Funaki           | Sven Hannawald             | Janne Ahonen             |
| 1996./97. | Primož Peterka             | Andreas Goldberger         | Dieter Thoma             |
| 1995./96. | Jens Weißflog              | Ari-Pekka Nikkola          | Reinhard Schwarzenberger |
| 1994./95. | Andreas Goldberger         | Kazuyoshi Funaki           | Janne Ahonen             |
| 1993./94. | Espen Bredesen             | Jens Weißflog              | Andreas Goldberger       |
| 1992./93. | Andreas Goldberger         | Noriaki Kasai              | Jaroslav Sakala          |
| 1991./92. | Toni Nieminen              | Martin Höllwarth           | Werner Rathmayr          |
| 1990./91. | Jens Weißflog              | Andreas Felder             | Dieter Thoma             |
| 1989./90. | Dieter Thoma               | Jens Weißflog              | Risto Laakkonen          |
| 1988./89. | Risto Laakkonen            | Matti Nykänen              | Jens Weißflog            |
| 1987./88. | Matti Nykänen              | Jens Weißflog              | Jiří Parma               |
| 1986./87. | Ernst Vettori              | Vegard Opaas               | Ulf Findeisen            |
| 1985./86. | Ernst Vettori              | Franz Neuländtner          | Jari Puikkonen           |
| 1984./85. | Jens Weißflog              | Matti Nykänen              | Klaus Ostwald            |
| 1983./84. | Jens Weißflog              | Klaus Ostwald              | Matti Nykänen            |
| 1982./83. | Matti Nykänen              | Jens Weißflog              | Horst Bulau              |
| 1981./82. | Manfred Deckert            | Roger Ruud                 | Per Bergerud             |
| 1980./81. | Hubert Neuper              | Armin Kogler               | Jari Puikkonen           |
| 1979./80. | Hubert Neuper              | Henry Glaß                 | Martin Weber             |
| 1978./79. | Pentti Kokkonen            | Hans-Jörg Sumi             | Jochen Danneberg         |
| 1977./78. | Kari Ylianttila            | Matthias Buse              | Martin Weber             |
| 1976./77. | Jochen Danneberg           | Walter Steiner             | Henry Glaß               |
| 1975./76. | Jochen Danneberg           | Karl Schnabl               | Reinhold Bachler         |
| 1974./75. | Willi Pürstl               | Edi Federer                | Karl Schnabl             |
| 1973./74. | Hans-Georg Aschenbach      | Walter Steiner             | Bernd Eckstein           |
| 1972./73. | Rainer Schmidt             | Hans-Georg Aschenbach      | Sergej Boškov            |
| 1971./72. | Ingolf Mork                | Henry Glaß                 | Tauno Käyhkö             |
| 1970./71. | Jiří Raška                 | Ingolf Mork                | Zbynek Hubac             |
| 1969./70. | Horst Queck                | Bjørn Wirkola              | Gari Napalkov            |
| 1968./69. | Bjorn Wirkola              | Jiří Raška                 | Zbynek Hubac             |
| 1967./68. | Bjorn Wirkola              | Jiří Raška                 | Dieter Neuendorf         |
| 1966./67. | Bjorn Wirkola              | Sepp Lichtenegger          | Dieter Neuendorf         |
| 1965./66. | Veikko Kankkonen           | Dieter Neuendorf           | Bjorn Wirkola            |
| 1964./65. | Torgeir Brandtzag          | Bjorn Wirkola              | Dalibor Motejlek         |
| 1963./64. | Veikko Kankkonen           | Torbjørn Yggeseth          | Baldur Preiml            |
| 1962./63. | Toralf Engan               | Torbjørn Yggeseth          | Max Bolkart              |
| 1961./62. | Eino Kirjonen              | Willi Egger                | Hemmo Silvenoinen        |
| 1960./61. | Helmut Recknagel           | Otto Leodolter             | Kalevi Kärkinen          |
| 1959./60. | Max Bolkart                | Albin Plank                | Otto Leodolter           |
| 1958./59. | Helmut Recknagel           | Walter Habersatter         | Arne Hoel                |
| 1957./58. | Helmut Recknagel           | Nikolaj Šamov              | Nikolaj Kamenski         |
| 1956./57. | Pentti Uotinen             | Eino Kirjonen              | Max Bolkart              |
| 1955./56. | Nikolaj Kamenski           | Sepp Bradl                 | Nikolaj Šamov            |
| 1954./55. | Hemmo Silvennoinen         | Eino Kirjonen              | Aulis Kallakorpi         |
| 1953./54. | Olav B. Bjornstad          | Eino Kirjonen              | Sepp Bradl               |
| 1952./53. | Sepp Bradl                 | Halvor Næs                 | Asgeir Dølplads          |

## Galerija
- Skakaonica Schattenberg u Oberstdorfu
- Olimpijske skakaonice u Garmisch-Partenkirchenu
- Skakaonica Bergisel u Innsbrucku

## Vanjske poveznice
- Službena stranica natjecanja